# Чура, Леонид Максимович
Леонид Максимович Чура — советский хозяйственный, государственный и политический деятель. Министр сельского строительства Белорусской ССР (1980—1991). Избирался депутатом Верховного Совета Белорусской ССР 11-го созыва, народным депутатом Белоруссии от Белыничского избирательного округа Могилевской области.
По профессии — строитель.

## Биография
Родился 15 марта 1936 года. Член КПСС с 1963 года.
Образование высшее (окончил Белорусский политехнический институт)
С 1955 года — на хозяйственной, общественной и политической работе.
- В 1955—1961 гг. — мастер, прораб, старший прораб в строительных организациях г. Минска[1].
- В 1961—1966 гг. — начальник участка, начальник строительно-монтажного управления, строительно-монтажного потока, строительного управления Минского домостроительного комбината № 1[1].
- В 1966—1976 гг. — главный инженер, управляющий трестом квартальной застройки Министерства промышленного строительства Белорусской ССР[1].
- В 1976—1979 гг. — первый заместитель генерального директора Минского производственного объединения индустриального домостроения, управляющий дорожно-строительным трестом[1].
- В 1979—1980 гг. — первый заместитель Министра строительства и эксплуатации автомобильных дорог Белорусской ССР[1].
- В 1980—1991 гг. — Министр сельского строительства Белорусской ССР[1].

Умер 25 ноября 2021 года, похоронен на Восточном кладбище Минска.